# Strychy
Strychy (pol. hist. Strych, niem. Striche) – wieś w Polsce położona w województwie lubuskim, w powiecie międzyrzeckim, w gminie Przytoczna.

## Historia
Miejscowość pierwotnie związana była z Wielkopolską. Ma metrykę średniowieczną i istnieje co najmniej od początku XV wieku. Wymieniona została po raz pierwszy w łacińskojęzycznym dokumencie z 1425 „Strich”, 1446 „Strych”, 1509 „Stich”, 1510 „Sztrych”, 1511 „Sthrych”, 1521 „Stryecz” .
Miejscowość wspominały historyczne dokumenty prawne, własnościowe i podatkowe. W 1425 miejscowość była wsią szlachecką należącą do Wincentego i Mikołaja ze Strychu. W latach 1444–1592 dziedzicami wsi byli przedstawiciele wielkopolskiego rodu szlacheckiego Ostrorogów. W 1444 bracia Dobrogost oraz Stanisław w podziale dóbr wraz z Marcinem oraz jego bratem Janem z Zajączkowa otrzymali wsie Strychy, Świniary oraz część Dzierżążni, a także 200 grzywien. W 1446 Stanisław Ostroróg otrzymał od Małgorzaty żony Andrzeja Słomowskiego jej prawa bliższości do części dziedzin Gore, Strychy, Dzierżążna, i Korbielewo. W 1449 ten sam Stanisław zapisał żonie Beacie z Bystrzycy po 400 grzywien posagu oraz wiana na połowie dóbr międzychodzkich w tym na całej wsi Strychy. W latach 1494–1500 kasztelan poznański oraz starosta generalny Wielkopolski Jan z Ostroroga dał w dożywocie swej drugiej żonie Dorocie z Wrześni m.in. wieś Strychy 
W 1494 wieś leżała w powiecie poznańskim Korony Królestwa Polskiego. W 1508 podlegała parafii Przetoczno .
W 1580 wieś położona była w powiecie poznańskim województwa poznańskiego w Rzeczypospolitej Obojga Narodów.
Miejscowość po rozbiorach Polski znalazła się w zaborze pruskim. W okresie Wielkiego Księstwa Poznańskiego (1815-1848) miejscowość należała do wsi większych w ówczesnym pruskim powiecie Międzyrzecz w rejencji poznańskiej. Strychy należały do okręgu międzychodzkiego tego powiatu i stanowiły odrębny majątek, którego właścicielem był wówczas Albin Węsierski. Według spisu urzędowego z 1837 roku wieś liczyła 347 mieszkańców, którzy zamieszkiwali 47 dymów (domostw). W skład majątku Strychy wchodziły wówczas także: Wierztabno folwark (dziś Wierzbno, 1 dom, 17 osób), Czarny kot posada (2 domy, 32 osoby), Piotrowa karczma (1 dom, 10 osób), Piotrowy młyn (2 domy, 16 osób), Stempowy młyn (2 domy, 18 osób), Strychy Olendry (dziś Stryszewo, 15 domów, 112 osób) oraz Łączna karczma (1 dom, 14 osób).
W latach 1975–1998 miejscowość administracyjnie należała do województwa gorzowskiego. Częścią miejscowości jest przysiółek Stryszki.
W miejscowości znajduje się Katolicki Ośrodek Terapii Uzależnień „Anastasis”. Do wojewódzkiego rejestru zabytków wpisany jest: dwór z połowy XIX wieku oraz modernistyczny kościół św. Jana Chrzciciela.